# Technische Universität Belfort-Montbéliard

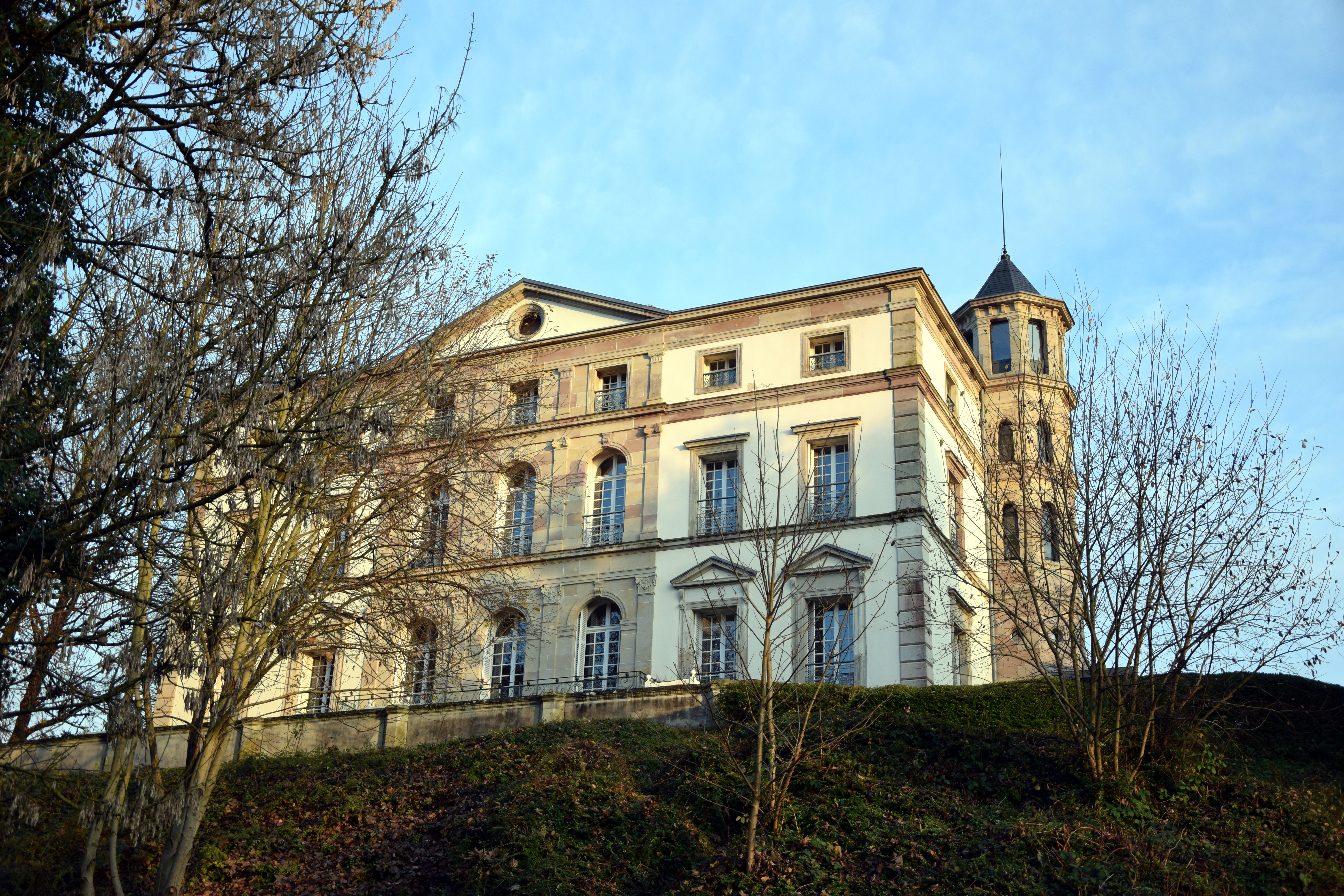
Technische Universität Belfort-Montbéliard

Die Technische Universität Belfort-Montbéliard (frz. Université de technologie de Belfort-Montbéliard) mit drei Standorten in der Region Hochburgund (Belfort, Sevenans und Montbéliard) ist eine von nur drei Technischen Universitäten in Frankreich.

## Geschichte
Die Gründung erfolgte 1994 nach dem Vorbild der amerikanischen Universität Pennsylvania. Wie die beiden anderen Technischen Universitäten in Compiègne und Troyes, ist die TU Belfort-Montbéliard eine Mischung zwischen einer französischen Ingenieurhochschule und einer herkömmlichen Universität.

## Studium
Das Studium an gliedert sich in ein für alle gemeinsames zweijähriges Grundstudium (sogenannte „integrierte Vorbereitungsklassen“) und ein sich daran anschließendes dreijähriges Hauptstudium mit mehr Wahlmöglichkeiten. Viele Studenten haben ihr Grundstudium allerdings in einer Vorbereitungsklasse oder einer anderen Universität abgeschlossen und kommen erst zum Hauptstudium an die TU BM. Nach dem Grundstudium an einer der drei Technischen Universitäten, hat man zum Beispiel die Wahl, sein Studium auch an einer der anderen beiden ohne Aufnahmeprüfung fortzusetzen. Das Hauptstudium schließt mit einem Ingenieursdiplom in einer von vier verschiedenen angebotenen Studienrichtungen ab, nämlich Informatik, Maschinenbau, Verfahrenstechnik oder Elektrotechnik und Steuerungssysteme.
Zusätzlich zum Ingenieursabschluss der Hochschule kann auch ein staatlicher Masterabschluss erworben werden.